# Witold Mitkus
Witold Mitkus (ur. 17 września 1889 w Zakrzewie, zm. między 11 a 13 maja 1940 w Katyniu) – kapitan lekarz rezerwy Wojska Polskiego, ofiara zbrodni katyńskiej.

## Życiorys
Był synem Józefa. Brał udział w strajku szkolnym w 1905. W 1908 ukończył Gimnazjum Chrzanowskiego zakończoną maturą, uczęszczał do klasy VIII B. Absolwent Wydziału Lekarskiego Uniwersytetu Jagiellońskiego (1915). 7 listopada 1918 rozkazem Naczelnika Milicji Miejskiej miasta stołecznego Warszawy zostało mu powierzone szefostwo Dozoru Sanitarnego Okręgu XXII z siedzibą na ul. Chłodnej. W Wojsku Polskim od 1919. Był zastępcą szefa sanitarnego dowództwa 3 i 2 Armii, następnie w Departamencie Sanitarnym MSWojsk. 12 marca 1921 został zatwierdzony w stopniu kapitana lekarza z grupy „byłych Korpusów Wschodnich i byłej armii rosyjskiej” z dniem 1 kwietnia 1920. W grudniu 1921 został „wyreklamowany z wojska” i przeniesiony do rezerwy. W 1923 należał do rezerwy 2 batalionu sanitarnego, następnie przeniesiony do rezerwy 1 batalionu sanitarnego w stopniu kapitana lekarzem ze starszeństwem z dniem 1 czerwca 1919. Był członkiem Izby Lekarskiej Warszawsko-Białostockiej uprawnionym do głosowania w wyborach do Rady Izby. Zasiadał we władzach Dzielnicy Jerozolimskiej PPS w Warszawie. Pracował jako starszy asystent Kliniki Psychiatrycznej Uniwersytetu Warszawskiego. W 1930 mieszkał w Warszawie, przy ul Chłodnej 27. Święta Bożego Narodzenia w 1931 spędził w Zakopanem. W 1934 został wybrany do Zarządu Związku Lekarzy Państwa Polskiego.  W 1936 ponownie wybrany do władz związku, powierzono mu funkcję sekretarza zarządu. Był w kadrze zapasowej 2 Szpitala Okręgowego i podlegał pod PKU Warszawa-Miasto III. Był członkiem Stowarzyszenia Uczestników Walki o Szkołę Polską. W 1938 startował w wyborach do samorządu Warszawy w Okręgu XIII z list PPS i Klasowych Związków Zawodowych. W 1939 pracował w Centralnej Przychodni Wojskowej 1 Szpitala Okręgowego w Warszawie.        
Podczas kampanii wrześniowej, po agresji ZSRR na Polskę, w nieznanych okolicznościach wzięty do niewoli przez Sowietów. Według stanu z maja 1940 był jeńcem obozu w Kozielsku. Między 10 a 11 maja 1940 przekazany do dyspozycji naczelnika smoleńskiego obwodu NKWD – lista wywózkowa 59/1 poz 109, nr akt 2038 z maja 1940. Został zamordowany między 11 a 13 maja 1940 przez NKWD w lesie katyńskim. Nie został zidentyfikowany podczas ekshumacji prowadzonej przez Niemców w 1943. Krewni w 1945 poszukiwali informacji przez Biuro Informacji i Badań Polskiego Czerwonego Krzyża w Warszawie.   

## Upamiętnienie
5 października 2007 minister obrony narodowej Aleksander Szczygło mianował go pośmiertnie na stopień majora. Awans został ogłoszony 9 listopada 2007 w Warszawie, w trakcie uroczystości „Katyń Pamiętamy – Uczcijmy Pamięć Bohaterów”.
Tabliczka epitafijna na Cmentarzu Wojennym w Katyniu nr 2401

## Ordery i odznaczenia
- Krzyż Walecznych[26]
- Krzyż Kampanii Wrześniowej – pośmiertnie 1 stycznia 1986[27]
- Odznaka Honorowa „Za walkę o szkołę polską”[5]

11 grudnia 1933 Komitet Krzyża i Medalu Niepodległości odrzucił wniosek o nadanie mu tego odznaczenia „z powodu braku pracy niepodległościowej”.